# FK Radnik Surdulica
Az FK Radnik Surdulica (szerbül: ФК Радник Сурдулица) szerb labdarúgócsapat, Surdulica városában. Jelenleg a szerb labdarúgó-bajnokság első osztályában szerepel az egyesület. 

## Története
A csapatot 1926-ban alapították Surdulički sportski klub néven.

## Sikerei
Bajnok: Szerb labdarugóbajnokság (másodosztály): 2014–2015
Bajnok: Szerb labdarugóbajnokság (harmadosztály): 2012–2013

## Ismert játékosok
- Aleksandar Pantić
- Miljan Mutavdžić
- Miloš Simonović
- Nemanja Tomić
- Nenad Lukić
- Milan Purović
- Samuel Owusu